# Discografia de The Cult
A seguir apresenta-se uma discografia completa de The Cult, uma banda de rock inglesa. A banda já lançou oito álbuns de estúdio, dois álbuns ao vivo, cinco álbuns de compilações, vários EP's, três conjuntos de caixa e trinta e um singles oficiais.

## Álbuns

### Estúdio
| Ano  | Álbum                | Posição na Tabela | Posição na Tabela | Certificações | Certificações |
| Ano  | Álbum                | RU                | EUA               | RU            | EUA           |
| ---- | -------------------- | ----------------- | ----------------- | ------------- | ------------- |
| 1984 | Dreamtime            | 21                | -                 | Prata         | -             |
| 1985 | Love                 | 4                 | 87                | Ouro          | Ouro          |
| 1987 | Electric             | 4                 | 38                | Ouro          | Platina       |
| 1989 | Sonic Temple         | 3                 | 10                | Ouro          | Platina       |
| 1991 | Ceremony             | 9                 | 25                | Ouro          | -             |
| 1994 | The Cult             | 21                | 69                | -             | -             |
| 2001 | Beyond Good and Evil | 69                | 37                | -             | -             |
| 2007 | Born Into This       | 72                | 70                | -             | -             |
| 2012 | Choice of Weapon     |                   |                   |               |               |

### Ao Vivo
- Dreamtime Live at the Lyceum
- Live at the Marquee

### Compilações
- Death Cult
- Pure Cult: for Rockers, Ravers, Lovers, and Sinners
- High Octane Cult: Ultimate Collection, 1984-1995
- Pure Cult: The Singles 1984 –1995
- The Best of Rare Cult

## Caixas
- Rare Cult (Novembro 2000, apenas 15,000 copias produzidas, as primeiras 5,000 copias incluíam um disco bónus)
- Rare Cult: The Demo Sessions (Julho 2002, apenas 3,000 copias produzidas)
- Love: The Omnibus Edition (Outubro 2009, 4-discos de colecção contendo o álbum inteiro, b-sides, demos, e um CD ao vivo)

## Singles
| Ano  | Canção                              | UK Singles Chart | US Hot 100 | US Mainstream Rock | US Modern Rock | Álbum                                    |
| ---- | ----------------------------------- | ---------------- | ---------- | ------------------ | -------------- | ---------------------------------------- |
| 1982 | "Fatman" (como Southern Death Cult) | -                | -          | -                  | -              | sem álbum                                |
| 1983 | "Death Cult EP" (como Death Cult)   | -                | -          | -                  | -              | sem álbum                                |
| 1983 | "God's Zoo" (como Death Cult)       | -                | -          | -                  | -              | sem álbum                                |
| 1984 | "Spiritwalker"                      | 77               | -          | -                  | -              | Dreamtime                                |
| 1984 | "Go West (Crazy Spinning Circles)"  | 90               | -          | -                  | -              | Dreamtime                                |
| 1984 | "Resurrection Joe"                  | 74               | -          | -                  | -              | sem álbum                                |
| 1985 | "She Sells Sanctuary"               | 15               | -          | -                  | -              | Love                                     |
| 1985 | "Rain"                              | 17               | -          | -                  | -              | Love                                     |
| 1985 | "Revolution"                        | 30               | -          | -                  | -              | Love                                     |
| 1987 | "Love Removal Machine"              | 18               | -          | 15                 | -              | Electric                                 |
| 1987 | "Lil' Devil"                        | 11               | -          | 34                 | -              | Electric                                 |
| 1987 | "Wild Flower"                       | 24               | -          | 39                 | -              | Electric                                 |
| 1989 | "Fire Woman"                        | 15               | 46         | 4                  | 2              | Sonic Temple                             |
| 1989 | "Edie (Ciao Baby)"                  | 32               | 93         | 17                 | -              | Sonic Temple                             |
| 1989 | "Sun King"                          | 39               | -          | 18                 | 21             | Sonic Temple                             |
| 1990 | "Sweet Soul Sister"                 | 42               | -          | 14                 | -              | Sonic Temple                             |
| 1991 | "Wild Hearted Son"                  | 40               | -          | 12                 | 4              | Ceremony                                 |
| 1992 | "Heart Of Soul"                     | 51               | -          | -                  | 21             | Ceremony                                 |
| 1992 | "The Witch"                         | -                | -          | -                  | -              | Songs from the Cool World (banda sonora) |
| 1993 | "Sanctuary MCMXCIII"                | 15               | -          | -                  | -              | sem álbum                                |
| 1994 | "Coming Down (Drug Tongue)"         | 50               | -          | 13                 | 26             | The Cult/ Black Sheep                    |
| 1994 | "Star"                              | 65               | -          | -                  | -              | The Cult/ Black Sheep                    |
| 2000 | "Painted On My Heart"               | -                | -          | 26                 | -              | Gone in 60 Seconds (banda sonora)        |
| 2001 | "Rise"                              | -                | -          | 3                  | 19             | Beyond Good and Evil                     |
| 2001 | "Breathe"                           | -                | -          | -                  | -              | Beyond Good and Evil                     |
| 2002 | "True Believers"                    | -                | -          | -                  | -              | Beyond Good and Evil                     |
| 2007 | "Dirty Little Rockstar"             | -                | -          | 38                 | -              | Born Into This                           |
| 2008 | "Illuminated"                       | -                | -          | -                  | -              | Born Into This                           |
| 2010 | "Every Man and Woman is a Star"     | -                | -          | -                  | -              | sem álbum                                |
| 2010 | "Embers"                            | -                | -          | -                  | -              | sem álbum                                |
| 2010 | "Lucifer"                           | -                | -          | -                  | -              | Choice of Weapon                         |

## Lançamentos em Vídeo
- Live at the Lyceum (1984, VHS, filmado no The Lyceum, Londres, em 20 Maio 1984)
- Electric-Love (1992, VHS apenas, vídeos de Love e Electric)
- Sonic-Ceremony (1992, VHS apenas, vídeos de Sonic Temple e Ceremony)
- Pure Cult: for Rockers, Ravers, Lovers, and Sinners (1993, VHS apenas)
- Pure Cult DVD Anthology (2001)
- The Cult - Music Without Fear (2002, filmado ao vivo em Los Angeles,4 Outubro 2001)
- The Cult - New York City (2007, filmado ao vivo em Nova Iorque em 13 Novembro 2006)